# PIMEX
Die PIMEX-Methode (PIcture Mixed EXposure) bezeichnet die synchrone Erfassung und visuelle Darstellung von Arbeitsbelastungen und medizinischen Daten von Beschäftigten in Echtzeit. Ein Arbeitsablauf wird mit einer Videokamera gefilmt, gleichzeitig werden über direktanzeigende Messgeräte auftretende Belastungen (wie Stäube, Lösungsmittel etc.) aber auch medizinische Daten (Herzfrequenz, Herzfrequenzvariabilität) erfasst und mit dem Video synchron gespeichert. Die Daten sind jederzeit abrufbar und stehen für weitere Analysen zur Verfügung. Durch die Möglichkeit, Expositionsverläufe direkt mit der momentanen Tätigkeit des Beschäftigten in Verbindung zu setzen, lassen sich Zusammenhänge zwischen dem Arbeitsablauf, den vorherrschenden Belastungen aber auch der spezifischen Beanspruchung erkennen und Maßnahmen gegen ungünstige Situationen ableiten.
Erprobt sind mittlerweile generell Gefahrstoffmessungen (Stäube, Lösungsmittel bis hin zu Kühlschmierstoffnebel), ergonomische Faktoren sowohl für Arbeitsbelastungen (Klimafaktoren – Temperatur, Luftfeuchtigkeit und Luftgeschwindigkeit) als auch Beanspruchungsreaktionen (Herzfrequenz) sowie physikalische Belastungen wie Lärm und Wärmestrahlung. Für viele Belastungsbereiche existieren spezielle direktanzeigende Messsysteme und Sensoren, die je nach zu messendem Stoff ausgewählt werden müssen.

## Entwicklung
Die PIMEX Methode wurde Anfang der 1980er Jahre von Grunnar Rosèn und Ing-Marie Andersson beim Arbetslivsinstitut in Schweden entwickelt. Da das System keiner Lizenzierung unterlag, wurde es von Wissenschaftlern in einigen europäischen Staaten eingesetzt und weiterentwickelt. Zurzeit wird es u. a. in Großbritannien vom Health and Safety Laboratory, Harpur Hill, sowie in Finnland vom VTT Technical Research Centre of Finnland genutzt und weiterentwickelt.
In Schweden, Finnland, Großbritannien sowie den Niederlanden wurde das System nur vereinzelt, insbesondere in der Wissenschaft eingesetzt. Anfang der 1990er Jahre kam die Idee und das Wissen über das PIMEX mit dem jungen Ingenieur Hubert Novak nach Österreich. Sein Arbeitgeber, die österreichische Arbeitsunfallversicherungsanstalt (AUVA), setzte es zur Arbeitsplatzanalyse ein.
Mit der fortschreitenden Entwicklung der Informationstechnik konnte PIMEX auf Notebookrechner portiert werden. Die Entwicklung in der Messtechnik führte auch hier zu kleineren Sensoren, die ohne Behinderung der Probanden am Arbeitsplatz eingesetzt werden konnten.

## Einführung in Deutschland
Mitte der 1990er Jahre wurde das österreichische PIMEX-System auch in Deutschland eingeführt. Einen großen Anteil an der Verbreitung, sowohl national wie auch internationale, hatte ein Referat der Hamburger Behörde für Wissenschaft und Forschung. Die Kooperationsstelle Hamburg organisiert internationale Kongresse zum Erfahrungsaustausch zwischen den PIMEX-Nutzern. Sie führte 2004 ein von der Arbeitsschutzagentur in Bilbao finanziertes Projekt (PIMEXPRO) zur Verbreitung der Methode in Deutschland und Griechenland durch. Mit Referaten und Publikationen wurden die deutschen Arbeitsschutzeinrichtungen auf das System aufmerksam gemacht.
Heute verfügen sowohl die Bundesanstalt für Arbeitsschutz und Arbeitsmedizin (BAUA) als auch einzelne Berufsgenossenschaften (BG BAU, BG ETEM, BGHM) und das IFA über ein solches System.